# Eduard al V-lea al Angliei
Eduard al V-lea (n. 2 noiembrie 1470, Catedrala Westminster, Anglia, Regatul Unit – d. 1483, Londra, Regatul Angliei), a fost rege al Angliei de la 9 aprilie 1483, până la detronarea sa două luni mai târziu. Domnia sa a fost dominată de influența unchiului său Richard, Duce de Gloucester, care i-a succedat sub numele de Richard al III-lea. Împreună cu fratele lui mai mic Richard de Shrewsbury, Eduard a fost unul dintre "Prinții din Turnul Londrei", care n-au mai fost niciodată văzuți după ce au fost trimiși (chipurile, pentru propria lor securitate) în Turnul din Londra. Richard al III-lea a fost puternic blamat pentru aceste decese, deși nu este sigur că el a fost responsabil pentru acest fapt.
Alături de Eduard al VIII-lea și Lady Jane Grey, Eduard al V-lea este unul din cei trei monarhi englezi post-1066 care nu au fost niciodată încoronați.Se spune ca el si fratele sau au fost sufocati cu o perna in timp ce dormeau de catre unchiul lor,sau ca au fost pusi intr-un cufar si lasati fără aer.In anul 1674,la aproape 200 de ani de la presupusa crima,o lada de lemn continand scheletele a doi copii a fost gasita in timpul reconstructiei TurnuluiLondrei.Oasele,recunoscute ca rămasitele printilor ucisi,au fost depuse la Westminster Abbey.In 1933 ele au fost trimise spre a fi examinate de experti.Verdictul:scheletele apartineau unor baieti de varsta lui Eduard al V-lea in momentul disparitiei acestora.

## Primii ani
Eduard s-a născut pe 2 noiembrie 1470 la Westminster Abbey. Mama lui, Elisabeta Woodville, a căutat refugiu acolo din cauza Lancasterilor care l-au deposedat pe soțul ei, regele Yorkist Eudard al IV-lea, în timpul Războiului celor Două Roze. Eduard a fost creat Prinț de Wales în iunie 1471, în urma restaurării la tron a tatălui său, iar în 1473 a fost stabilit la Castelul Ludlow din Țara Galilor ca președinte nominal al unui Consiliu nou creat.
Prințul Eduard a fost plasat sub supravegherea fratelui reginei, Anthony Conte de Rivers, un savant remarcabil, și într-o scrisoare trimisă de Eduard al IV-lea, acesta stabilea condițiile precise pentru creșterea fiului său și pentru gestionarea gospodăriei sale. Prințul trebuia să se trezească în fiecare dimineață la o oră convenabilă, în funcție de vârsta lui. Ziua lui începea cu utrenia și apoi cu slujba, pe care trebuie să o primească mereu. După micul dejun, activitatea de educare a prințului avea să înceapă cu o învățare virtoasă. Cina se servea de la ora 10 și prințului trebuie să citeasca povești cu nobili vituoși, vicleni și înțelepți. Probabil, conștient de propriile vicii, regele a fost dornic de a proteja morala fiului său și l-a instruit pe Rivers pentru a se asigura că nimeni din gospodăria prințului nu era un om care să înjure, scandalagiu, calomniator sau care să comită adulter. După un studiu mai aprofundat, după-amiaza, prințul se angaja în activități sportive potrivite pentru clasa sa. Micul dejun se servea la ora 4 și perdelele urmau să fie trase la ora opt. Însoțitorii prințului trebuiau să îl  facă fericit și să plece vesel spre patul său. Apoi aveau să-i urmărească somnul din timpul nopții.
Ca și la ceilalți copii ai săi, Eduard a planificat o căsătorie europeană de prestigiu pentru fiul său cel mare, iar în 1480 a încheiat o alianță cu ducele de Bretania, Francisc al II-lea, prin care Prințul Eduard a fost logodit cu moștenitoarea în vârstă de patru ani a ducelui, Anne. Cei doi urmau să se căsătorească când ajungeau la majorat și delegarea Britaniei avea să-i fie dată celui de-al doilea copil, primul devenind Prinț de Wales. Aceste planuri au dispărut împreună cu Eduard al V-lea.

## Domnia

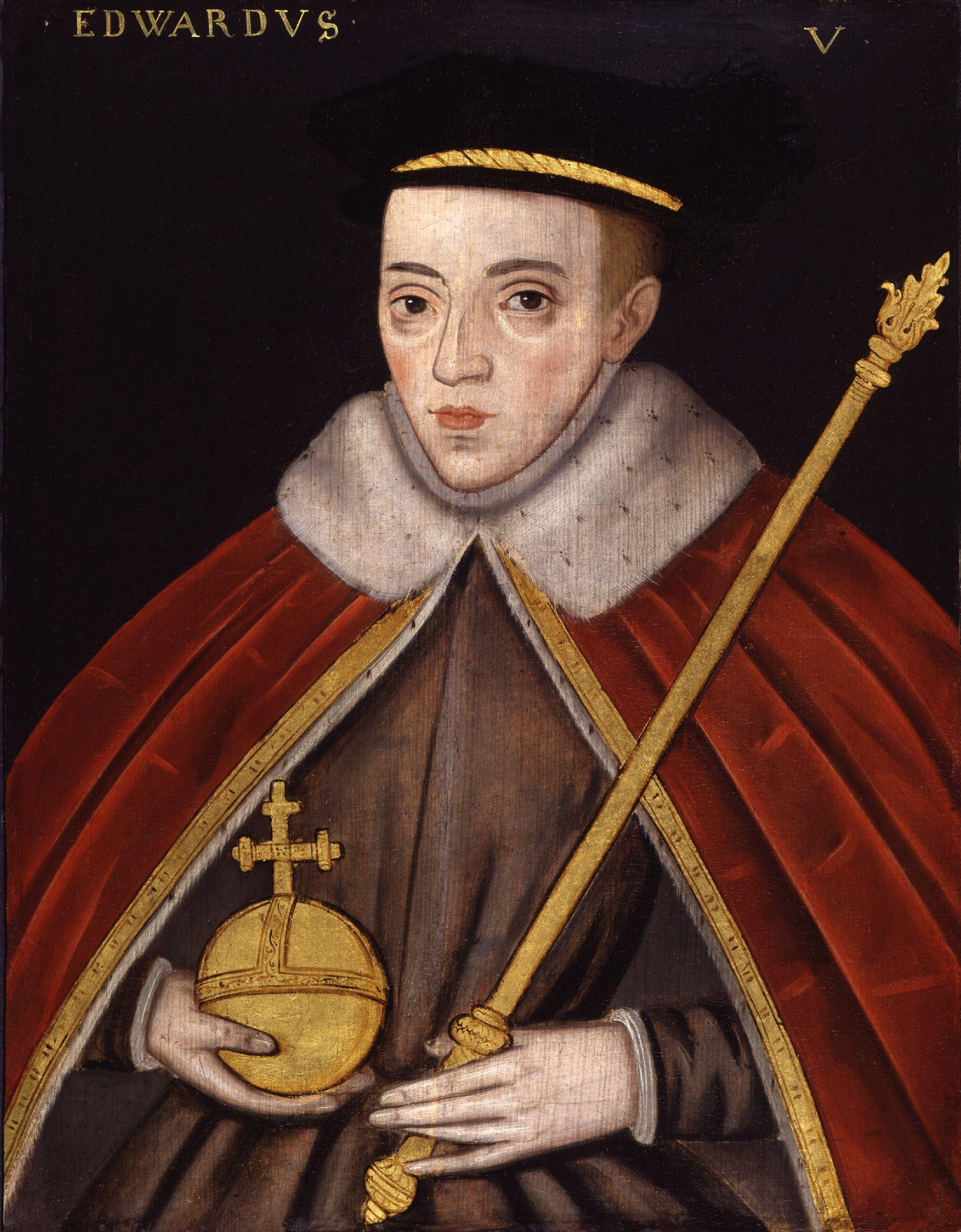
Portret de la sfârșitul secolului al XVI-lea al regelui Eduard al V-lea de un artist necunoscut. "National Portrait Gallery", Londra (NPG 4980(11))

Prințul în vârstă de 12 ani se afla la Ludlow atunci când a primit vestea că tatăl său a murit subit în urmă cu cinci zile, în aprilie 1483. Testamentul lui Eduard al IV-lea, care nu a supraviețuit, l-a numit pe fratele său de încredere, Richard, Duce de Gloucester, ca protector în timpul minorității fiului său. Atât noul rege cât și susținătorii din vest și Richard din nord, au  început să se mobilizeze. În noaptea de 29 aprilie Richard s-a întâlnit și a cinat cu Contele de Rivers și cu fratele vitreg a lui Eduard, Richard Grey, însă a doua zi dimineață, atât Rivers și Grey cât și șambelanul regelui, Thomas Vaughan, au fost arestați și trimiși în nord. Cei trei au fost executați ulterior. Domenico Mancini, un italian care a vizitat Anglia în anul 1480, raportează că Eduard a protestat, dar restul anturajului său a fost respins și Richard l-a escortat la Londra. La 19 mai 1483, noul rege și-a stabilit reședința în Turnul Londrei, unde la 16 iunie, i s-a alăturat fratele său mai mic, Richard de York.
Consiliul a sperat inițial pentru o încoronare imediată, pentru a evita necesitatea unui protectorat. Acest lucru s-a întâmplat anterior cu Richard al II-lea, care a devenit rege la vârsta de zece ani. Un alt precedent a fost Henric al VI-lea al cărui protectorat (care începuse atunci când a moștenit coroana la vârsta de 9 luni), au încheiat cu încoronarea lui la vârsta de 7 ani. Richard, cu toate acestea, a amânat în mod repetat încoronarea.
La 22 iunie, Raplh Shaa a declarat că Eduard al IV-lea contractase deja căsătoria cu Lady Eleanor Butler, atunci când s-a căsătorit cu Elisabeta Woodville, antrenând astfel căsătoria cu Elisabeta ca fiind invalidă și copii lor concepuți împreună ca fiind nelegitimi. Copii fratelui lui Richard, George, (Richard era cel mai mic frate), au fost excluși de la tron după dezonorarea tatălui lor, și prin urmare, pe 25 iunie, un ansamblu de lorzi l-au declarat pe Richard ca fiind rege legitim (acest lucru a fost confirmat ulterior prin actul emis de Parlament). În ziua următoare, el a aderat la tron ca regele Richard al III-lea al Angliei.

## Dispariția

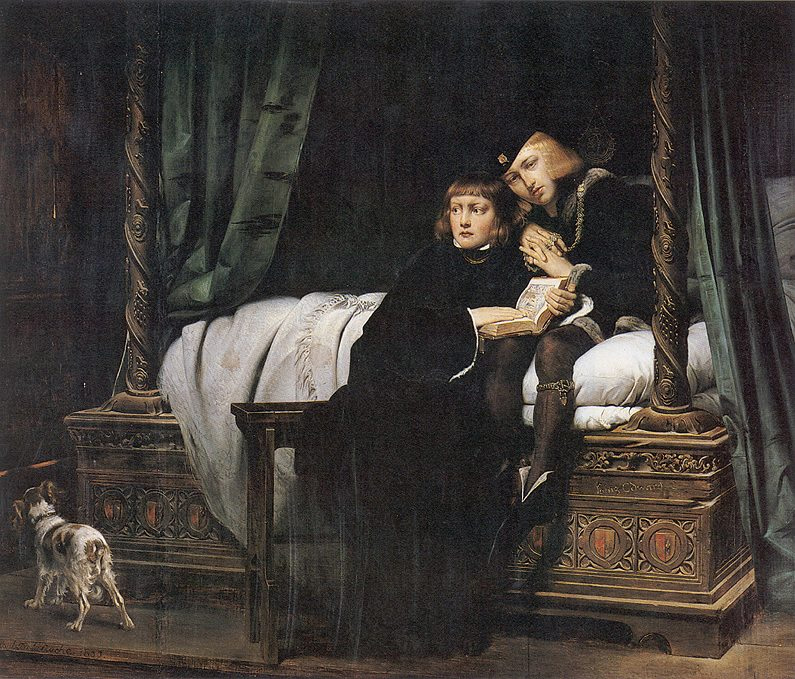
Regele Eduard al V-lea şi Ducele de York în Turnul Londrei de Paul Delaroche. Teama copiilor nevinovaţi care aşteaptă o soartă nesigură a fost populară printre pictorii secolului al XIX-lea.

După ascensiunea lui Richard al III-lea, prinții erau văzuți din ce în ce mai puțin, iar la sfârșitul verii anului 1483, au dispărut din vederea publică cu totul.
Dominic Mancini a înregistrat că după ce Richard a preluat tronul, Eduard și fratele său mai mic să fie duși în apartamentele interioare ale Turnului, iar apoi au fost observați din ce în ce mai puțin, până au dispărut cu totul. În această perioadă, Mancini a înregistrat că Eduard a fost vizitat în mod regulat de către un medic, care a raportat că Eduard, e ca o victimă pregatită pentru sacrificiu, a căutat iertarea păcatelor sale prin mărturisiri zilnice și pocăință, pentru că acesta credea că moartea e în fața lui.
Soarta lui Eduard și a fratelui său Richard, după dispariția lor, rămâne necunoscută, însă mulți cred că aceștia au fost uciși. Printre suspecți se numără regele Richard (teoria cea mai larg acceptată), Henric Stafford, Duce de Buckingham, care a fost acuzat de asasinat de către un cronicar contemporan, robul lui Richard, James Tyrrell, care în 1502 a fost suspectat că ar fi mărturisit crima la ordinele lui Richard, Henric Tudor, care l-a învins pe Richard pe câmpul Bosworth și a luat tronul și Margaret Beaufort, mama lui Henric. Nu există totuși nici o dovadă că prinții au fost uciși de cineva.
Thomas More a scris că prinții s-au sufocat în pernele lor, iar mărturisirea sa a fost baza unei piese de teatru de-a lui William Shakespeare, numită Richard al III-lea, care a pus la îndoială vinovăția lui, începând cu William Cornwall la începutul secolului al XVII-lea.
Oasele care au aparținut celor doi copii au fost descoperite în 1674 de către muncitorii care reconstruiau o scară a Turnului. Din ordinul regelui Carol al II-lea, acestea au fost ulterior puse în Westminster Abbey, într-o urnă care poartă numele de Eduard și Richard. Oasele au fost reexaminate în 1933, moment în care s-a descoperit că scheletele erau incomplete și au fost înmormântate cu oase de animale. Nu s-a dovedit niciodată ca oasele au aparținut prinților.
În 1789, muncitorii care efectuau reparații la Capela St. George, Windsor, au redescoperit și accidental au spart seiful lui Eduard al IV-lea și al Elisabetei Woodville. Lângă încăpere au fost găsite două sicrie cu doi copii. Pe acest mormânt au fost înscrise numele celor doi copii ai lui Eduard al IV-lea: George, primul Duce de Bedford, care a murit la vârsta de doi ani și Maria de York, care a murit la vârsta de 14 ani. Totuși, rămășițele acestor doi copii au fost găsite mai târziu în altă parte a capelei, lăsând ocupanții din sicriiele copiilor necunoscuți.
În 1486 fiica lui Eduard al IV-lea, sora lui Eduard al V-lea, Elisabeta, s-a căsătorit cu Henric al VII-lea, unindu-se astfel Casele de York și Lancaster.